# Dinéault
Dinéault is een gemeente in het Franse departement Finistère, in de regio Bretagne. De plaats maakt deel uit van het arrondissement Châteaulin. Dinéault telde op 1 januari 2022 1.858 inwoners.

## Geografie
De oppervlakte van Dinéault bedroeg op 1 januari 2022 45,96 vierkante kilometer; de bevolkingsdichtheid was toen 40,4 inwoners per km².

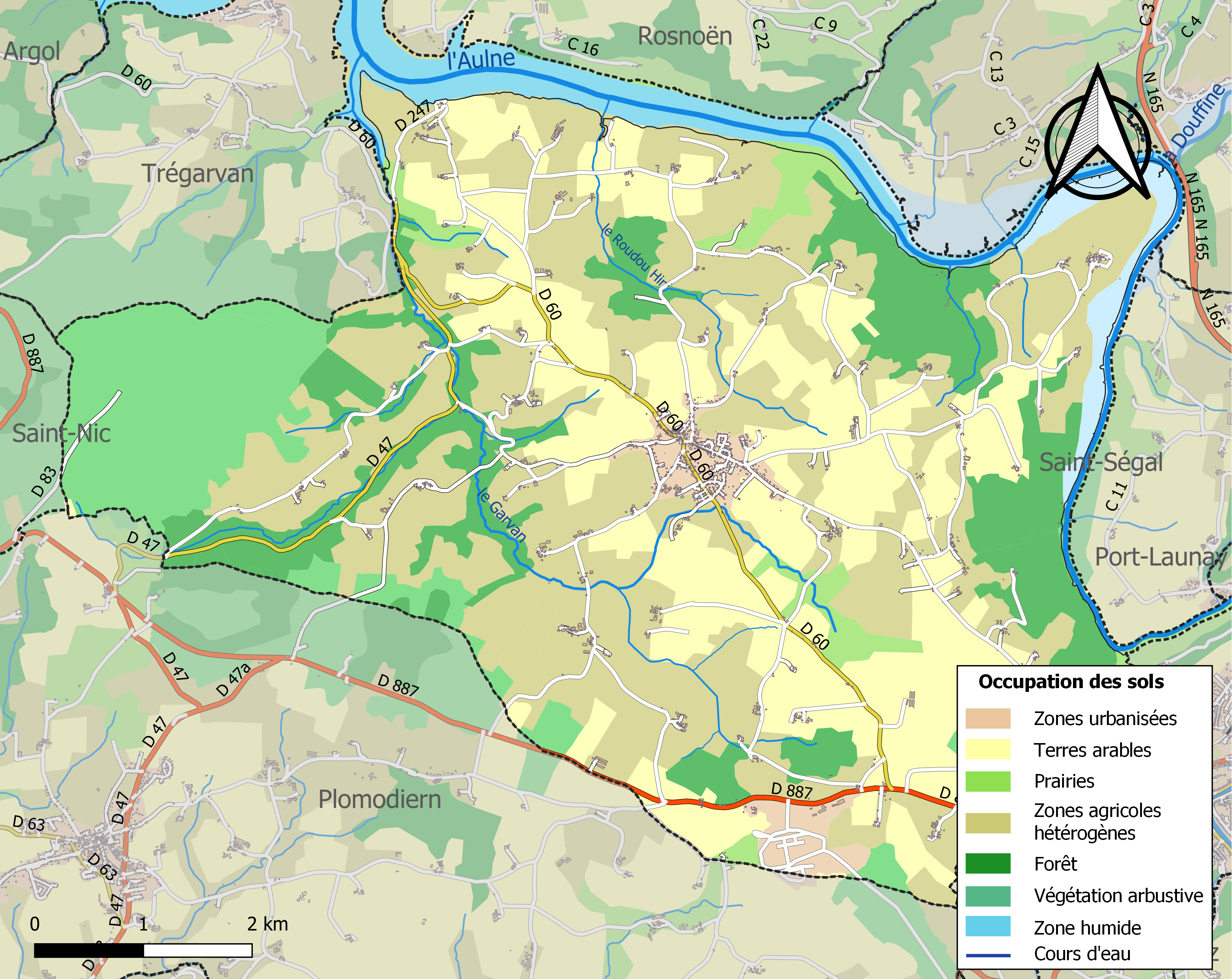
Kaart van de gemeente met belangrijkste infrastructuur, bodemgebruik en omliggende gemeenten

## Demografie
Onderstaande figuur toont het verloop van het inwonertal (bron: INSEE-tellingen).